# Прелид (музика)
Прелид (од лат. praeludere увежбавати) је инструментални став, првобитно солистички, слободног импровизацијског карактера; јавља се као увод у веће, по форми сложено дело или као самостална композиција. Развио се из импровизацијских увода којима је оргуљаш давао интонацију црквеном хору. Сам назив јавља се од средине XV века.
Прелид је најстарији изворни инструментални облик, написан за инструменте с диркама или за лауту, за разлику од осталих раних инструменталних композиција - ричеркара или канцоне – изведених из вокалних облика. У XV и XVI веку прелид је обично краћи импровизацијски уводни став слободног облика, заснован на смени акордских фигура и разноврсних пасажа. Први примерци импровизацијски конципираних прелида налазе се у немачким збиркама: Fundamentum organisandi (1452) и Buxheimer Orgelbuch. Током XVI века прелид се шири и у Италији, Француској, Шпанији и Енглеској. У том раздобљу почињу се разликовати два основна принципа обликовања: поред импровизацијски грађеног прелида, јавља се и прелид с имитацијским, полифонски вођеним деоницама. На прелазу у XVII век прелид особито компонују А. и Г. Габријели, Свелинг, Фрескобалди, затим француски клавсенисти (Л. и Ф. Купрен) и немачки барокни мајстори (Фробергер).
Од средине XVII века прелиди се све чешће компонују као формално заокружени уводни ставови у одређеном сложенијем музичком облику. Прелид се тада појављује као први став свите, камерне сонате и концерта, а посебно често као предигра фуге (Д. Букстехуде, Ј. С. Бах). Барокни прелид обликује се тематски јединствено с карактеристичним инструменталним фигурама, с понекад добија и вишеделну форму као токата. У доба класике прелијдуступа место новим облицима клавирске музике, а ретки појединачни примерци углавном се настављају на традицију Ј. С. Баха. У музици романтичара чести су краћи монотематски ставови с 
називом прелид. Они се темеље на разради једног мотива, односно фигуре, или су изграђени према формалној окосници А Б А. На тај начин прелид добија облик самосталне инструменталне композиције. Најпознатије су звирке клавирских прелида: Шопена, Дебисија, Рахмањинова, Скрјабина.

## Историја
Први прелуди који су забележени били су комади за оргуље који су свирани да би се представила црквена музика, а најранији сачувани примери су пет кратких преамбула у Илеборг таблатури из 1448. године. Потом су следили слободно компоновани прелудији у савременом стилу за лауту и друге ренесансне гудачке инструменте, који су првобитно коришћени за загревање прстију и проверу подешавања и квалитета звука инструмента, као у групи дела Јоана Амброзија Далзе објављених 1508. под насловомtastar de corde (на италијанском, дословно, „тестирање жица“).
Прелудији за клавијатуре почели су да се појављују у 17. веку у Француској: неизмерени прелудији, у којима је трајање сваке ноте препуштено извођачу, коришћени су као уводни ставови у свитама за чембало. Луис Куперин (око 1626–1661) био је први композитор који је прихватио овај жанр, и прелудије за чембало су до прве половине 18. века користили бројни композитори, укључујући Жан-Анрија д'Англебера (1629–1691), Елизабет Жак де ла Гер (1665–1729), Франсоа Куперен (1668–1733) и Жан Филип Рамо (1683–1764), чије је прво штампано дело (1706) било у овом облику. Последњи неизмерени прелудији за чембало датирају из 1720-их.
Развој прелудија у Немачкој у 17. веку довео је до секцијске форме сличне токатама за клавијатуре Јохана Јакоба Фробергера или Ђиролама Фрескобалдија. Прелудији севернонемачких композитора као што су Дитерих Букстехуд (око 1637–1707) и Николас Брунс (око 1665–1697) комбинују делове слободних импровизованих пасуса са деловима у строгом контрапунктном писању (обично кратке фуге). Изван Немачке, Абрахам ван ден Керховен (око 1618–1701), један од најзначајнијих холандских композитора тог периода, користио је овај модел за неке од својих предигара. Композитори јужне и централне Немачке нису следили секцијски модел и њихови прелудији су остали импровизационог карактера са мало или без стриктног контрапункта.
Током друге половине 17. века, немачки композитори су почели да упарују прелудије (или понекад токате) са фугама у истом тоналитету; Јохан Пахелбел (око 1653–1706) био је један од првих који је то учинио, иако су дела Јохана Себастијана Баха (1685–1750) „прелудиј и фуга” данас много бројнија и познатија. Бахови прелудији за оргуље су прилично разноврсни, ослањајући се и на утицаје јужне и северне Немачке. Већина Бахових прелудија написана је у форми теме и варијације, користећи исти мотив теме са имитацијом, инверзијом, модулацијом или ретрогресијом теме, као и другим техникама укљученим у ову барокну форму.
Јохан Каспар Фердинанд Фишер је био један од првих немачких композитора који су унели француски стил из касног 17. века у немачку музику за чембало, заменивши стандардну француску увертиру неизмереним прелудом. Фишерова Аријадна музика је циклус музике за клавијатуре који се састоји од парова прелудија и фуга; прелудији су прилично разноврсни и не одговарају ни једном посебном моделу. Аријадне музика послужила је као претеча Добро темперираном клавиру Јохана Себастијана Баха, две књиге од по 24 пара „прелудија и фуга“. Бахови прелудији су такође били разноврсни, неки су били слични барокним играма, док су други били дводелна и троделна контрапунктна дела која нису била различита од његових инвенција и симфонија. Бах је такође компоновао прелудије да би представио сваку од својих енглеских свита.
Добро темперирани клавир утицао је на многе композиторе у наредним вековима, од којих су неки писали прелудије у сетовима од 12 или 24, понекад са намером да искористе сва 24 дурска и молска тоналитета као што је то радио Бах. Фредерик Шопен (1810–1849) написао је скуп од 24 прелудија, оп. 28, често компонованих у једноставном тројном облику, што је прелид ослободило првобитне уводне сврхе и омогућило му да послужи као самостална концертна композиција. Док су други пијанисти-композитори, укључујући Музија Клементија, Јохана Непомука Хумела и Игназа Мошелеса, раније објављивали збирке прелудија за добробит пијаниста невештих у импровизаторским прелудијама, Шопенов сет је обновио жанр.
Шопенов сет послужио је као модел за друге колекције од 24 или 25 клавирских прелудија у дуру и молу, укључујући оне Шарла-Валентина Алкана (Оп. 31 за клавир или оргуље), Феруција Бузонија (Оп. 37, БВ 181), Цезара Куа (Оп. 64), Стивена Хелера (Оп. 81) и Александра Скрјабина (Оп. 11). Клод Дебиси (1862–1918) написао је две књиге импресионистичких клавирских прелудија које, необично у овом жанру, носе описне наслове. Шопенова концепција прелудија као невезаног карактерног комада који изражава расположење, а не специфичан музички програм, проширила се у 20. век са делима композитора као што су Џорџ Антајл, Џорџ Гершвин, Алберто Гинастера, Дмитри Кабалевски, Бохуслав Мартину, Оливије Месијан, Сергеј Рахмањин (који је такође комплетирао цео сет), Џијасинто Шелси и Карол Шимановски.
Неки композитори 20. века су такође уградили прелудије у свите инспирисане бароком: такви „прикачени“ прелудији укључују Le tombeau de Couperin (1914/17) Мориса Равела и Свиту за клавир Арнолда Шенберга, Оп. 25 (1921/23), од којих оба почињу уводним прелудом (Шенбергов хорски увод у Свиту постанка је редак случај приложеног прелуда написаног у 20. веку без икакве необарокне намере). Као и низ самосталних клавирских прелудија (Оп. 2), Дмитри Шостакович је компоновао комплет од 24 прелудија и фуге у традицији Баховог Добро темперираног клавијара.
Неки авангардни композитори су такође произвели невезане прелудије. Кратки Прелудиј за медитацију Џона Кејџа написан је за припремљени клавир, док Прелуд Франсоа-Бернара Машеа (1959) и Алеаторни прелуд Бранимира Сакача (1961) позивају се на електронске ресурсе и алеаторске технике.